# Sunningwell
Sunningwell är en ort och civil parish i Storbritannien.   Den ligger i grevskapet Oxfordshire och riksdelen England, i den södra delen av landet, 80 km väster om huvudstaden London. Sunningwell ligger 86 meter över havet och antalet invånare är 1 554.
Terrängen runt Sunningwell är platt. Runt Sunningwell är det ganska tätbefolkat, med 199 invånare per kvadratkilometer. Närmaste större samhälle är Oxford, 5,9 km norr om Sunningwell. Trakten runt Sunningwell består till största delen av jordbruksmark.